# Horní Heřmanice (kraj Wysoczyna)
Horní Heřmanice – gmina w Czechach, w powiecie Třebíč, w kraju Wysoczyna. 1 stycznia 2014 liczyła 134 mieszkańców.